# João Mário (pintor)
João Mário Ayres d'Oliveira (Lisboa, 26 de setembro de 1932) foi um pintor figurativo português.

## Biografia
Nascido em Lisboa em 1932, João Mário Ayres d'Oliveira revelou desde cedo a sua vocação pelas artes plásticas. Frequentou os cursos de pintura e desenho da Sociedade Nacional de Belas Artes (SNBA), sendo aluno de Domingos Rebelo e recebendo lições de Álvaro Duarte de Almeida .
Em 1950, começou a dedicar-se exclusivamente à pintura a óleo. Expôs, pela primeira vez, em 1954, numa exposição coletiva da SNBA, sendo a totalidade dos quadros em exibição adquirida por um colecionador inglês. Recebe o primeiro prémio em pintura a óleo no Salão de Motivos Ribatejanos, em 1960, sendo distinguido com a medalha de ouro, seis anos depois .
Em 1965, empreendeu uma viagem de estudo por vários países europeus, pintando telas nos países visitados. Dois anos depois, foi eleito membro do Grupo de Artistas Portugueses. No mesmo ano, foi nomeado presidente da Câmara Municipal de Alenquer, cargo que manteve até 1974. Durante as décadas de 1970 e 1980, expôs sucessivamente em Lisboa, no Porto, em Leiria e em Alenquer – vila onde se havia radicado –, sempre com grande sucesso. Em 1987, empreendeu nova viagem por várias cidades europeias, expondo individualmente em Madrid, em 1990. No ano seguinte, na Galeria Euroarte, apresentou uma exposição intitulada Homenagem a Lisboa.
Em 1992, o Município de Alenquer decide homenagear o pintor, inaugurando o Museu João Mário que reúne 400 obras da autoria do pintor e de outros artistas, tais como António da Silva Porto, José Malhoa, Veloso Salgado, Helena Roque Gameiro, entre outros pintores de arte figurativa.
Em 1993, a Câmara Municipal de Alenquer distingue-o com a atribuição da Medalha Municipal de Mérito no grau ouro. Em 2001, a SNBA atribui-lhe a sua medalha de prata e a Associação Centro Histórico de Florença, em Itália, o Oscar della Cultura.

## Morte
João Mário morreu em Alenquer, em 26 de fevereiro de 2025 aos 92 anos.